# Christopher Morley

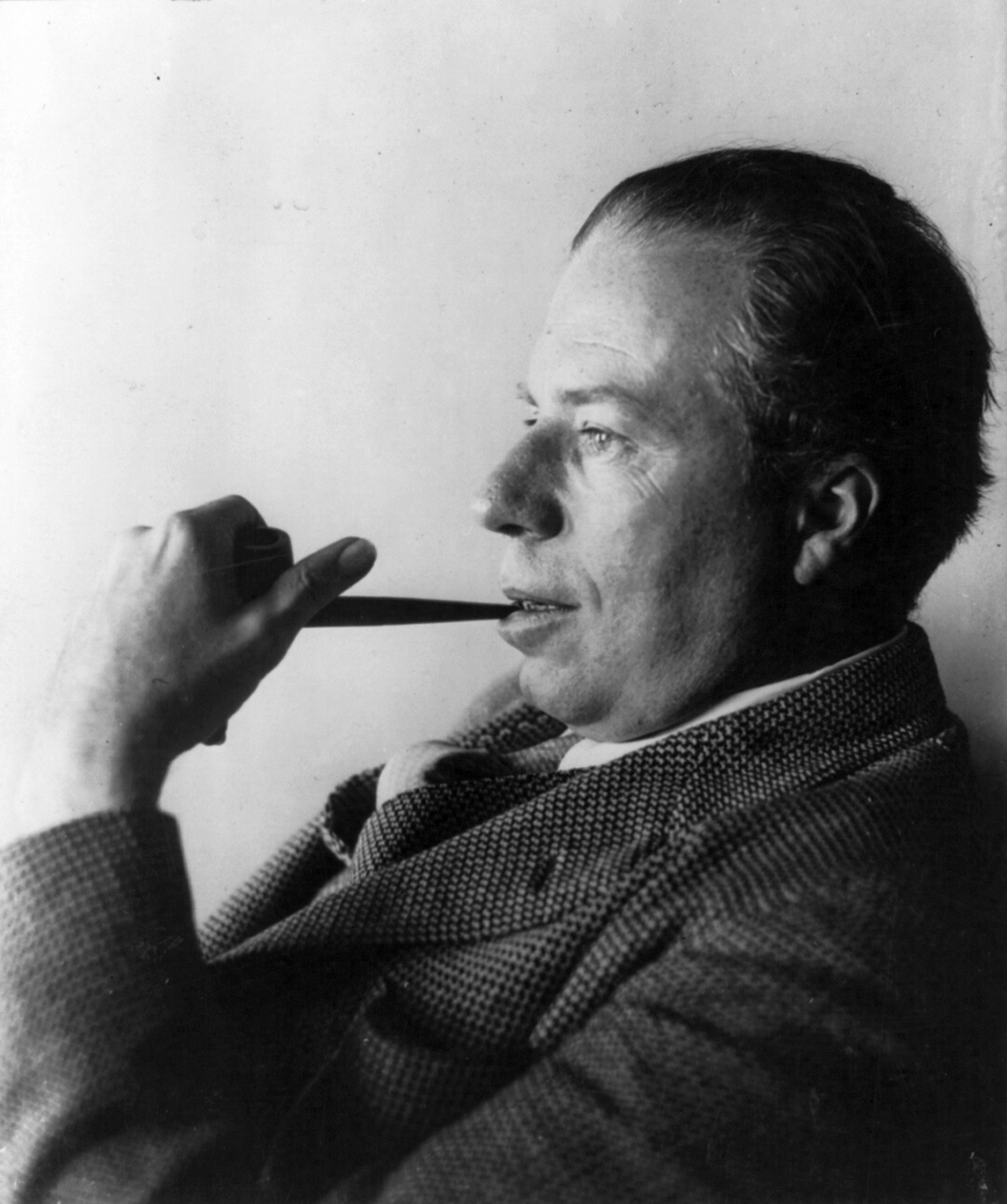
Christopher Morley, 1932.

Christopher Morley, född den 5 maj 1890 i Bryn Mawr i Pennsylvania, död den 28 mars 1957 i New York, var en amerikansk författare och journalist.

## Biografi
Morley var son till en matematikprofessor vid Haverford College; hans mor var violinist som uppmuntrade Morley till mycket av hans senare kärlek till litteratur och poesi.
År 1900 flyttade familjen till Baltimore, Maryland och 1906 började Morley vid Haverford College, där han tog examen år 1910 som toppstudent. Han började därefter som stipendiat vid New College, Oxford och studerade modern historia.
Morley började skriva redan på college och i Oxford publicerades en volym av hans dikter, The Eighth Sin (1912). År 1913 avslutade Morley sina studier i Oxford och flyttade till New York, där han började sin litterära karriär på Doubleday som publicist och förlagets lektör.
Han bodde först med sin egen familj i Hempstead, och sedan i Queens Village för att sedan flytta till Philadelphia, Pennsylvania. År 1920 gjorde de sin sista flytt, till ett hus som de kallade "Green Escape" i Roslyn Estates, New York där de stannade resten av sitt liv. Här började han att skriva en kolumn (The Bowling Green) för New York Evening Post. Han var också en av grundarna och en långvarigt bidragande redaktör till Saturday Review of Literature.
År 1936 byggde han en stuga (”Knothole”) på baksidan av fastigheten, som han därefter använde som sin skrivarstuga. Som författare till över 100 romaner, essäsamlingar och diktsamlingar, är han förmodligen mest känd för sin roman Kitty Foyle (1939), som gjordes till en Oscar–vinnande film. Ett annat välkänt arbete är Thunder on the Left (1925).
År 1951 drabbades Morley av en serie slaganfall, vilket kraftigt minskade hans digra litterära produktion. Han dog den 28 mars 1957 och begravdes på Roslynkyrkogården i Nassau County, New York. År 1961 anlades en 40 hektar stor park uppkallad till hans ära på Searingtown Road i Nassau County. Denna park bevarar, som en allmänt tillgänglig plats av intresse, hans studio, den "Knothole" (som flyttades till platsen efter hans död), tillsammans med hans möbler och bokhyllor.